# 非凡藥房
非凡藥房（葡萄牙語：Farmácia Alpha），是澳門最大型的連鎖藥房，於2008年在澳門開始營業，由非凡集團持有，總部設於來來集團大廈5樓。

## 沿革
非凡集團於2008年創立，該集團主要經營藥房業務，連同榮豐集團旗下藥房一樣，加盟澳門消費者委員會誠信店。
非凡藥房打破有機產品在澳門銷售不佳的局面，其草堆街一帶分店曾為一款澳洲有機產品作銷售試點，每月錄得超過十萬元營業額。

非凡藥房全線分店內外均貼上正貨保證標誌，並已加盟澳門消費者委員會的誠信店，強調店內所售賣的貨品均是正貨，以提升顧客對該店的信心。

於2011年1月，非凡藥房獲發新一年度「誠信店」優質標誌。

## 分店
至今，非凡藥房於澳門區共有26間分店：

| 分店名稱                        | 地址                                                         |  |
| ------------------------------- | ------------------------------------------------------------ |  |
| 非凡第一分店 - 保利達分店       | 勞動節大馬路347號保利達花園地下Q舖                           |  |
| 非凡第二分店 - 愉景分店         | 美副將大馬路26號愉景花園地下E,F舖                            |  |
| 非凡第三分店 - 關閘分店         | 關閘廣場40號海南花園(第一座)地下A座                          |  |
| 非凡第四分店 - 筷子基分店       | 飛喇士街(筷子基南街)117號聯薪廣場地下B座                     |  |
| 非凡第五分店 - 鳳凰臺分店       | 高美士街鳳凰臺地下H座                                        |  |
| 非凡第六分店 - 大三巴第一門店   | 大三巴街23-A號地下A座鳳凰大廈地下                            |  |
| 非凡第七分店 - 新馬路分店       | 亞美打利庇盧大馬路447號地下、一樓及二樓                      |  |
| 非凡第八分店 - 台山建富分店     | 菜園新街69號建富新邨地下V座                                  |  |
| 非凡第九分店 - 皇朝分店         | 馬濟時總督大馬路403號大豐廣場第二座地下P座                   |  |
| 非凡第十分店 - 氹仔分店         | 氹仔孫逸仙博士大馬路227號麗駿軒地下A座                       |  |
| 非凡第十一分店 - 北京街分店     | 北京街230-246號金融中心地下M座                               |  |
| 非凡第十二分店 - 賣草地分店     | 賣草地街2-E號、乾草圍(賣草地里)2-B號及4-A號裕運大廈C、D及E座 |  |
| 非凡第十三分店 - 大三巴第二門店 | 大三巴街28-B號恆輝大廈第一座C座地下                          |  |
| 非凡第十四分店 - 紅街市分店     | 沙梨頭南街35號華寶商業中心地下F座                            |  |
| 非凡第十五分店 - 黑沙環分店     | 馬場海邊馬路21-23號祐新大廈地下C座                           |  |
| 非凡第十六分店 - 泰豐分店       | 菜園涌邊街61-69號泰豐新邨地庫A座A區                          |  |
| 非凡第十七分店 - 豐南分店       | 亞馬喇土腰(關閘馬路)60-G號至60-F號豐南大廈地下A座            |  |
| 非凡第十八分店 - 信達廣場分店   | 關閘廣場178-182號信達廣場第一座地下E座B區                    |  |
| 非凡第十九分店 - 司打口分店     | 河邊新街1號海運大廈G座地下連閣樓                             |  |
| 非凡第二十分店 - 羅白沙街分店   | 羅白沙街56號福來大廈K座地下                                  |  |
| 非凡第二十一分店 - 水坑尾分店   | 水坑尾街119號美美大廈A座地下及閣樓                           |  |
| 非凡第二十二分店 - 澳門廣場分店 | 羅保博士街6號澳門廣場地下K座                                 |  |
| 非凡第二十三分店 - 提督馬路分店 | 罅些喇提督大馬路83-A號新都大廈B座地下及閣樓                  |  |
| 非凡第二十四分店 - 下環街分店   | 李加祿街3-A號永益樓B座地下及閣樓                             |  |
| 非凡第二十五分店 - 荷蘭園分店   | 肥利喇亞美打大馬路88-F號海濤花園地下B座及C座                 |  |
| 非凡第二十六分店 - 青洲分店     | 青洲新巷10號大明閣E座地下及閣樓                              |  |